# Reichsadlerhumpen

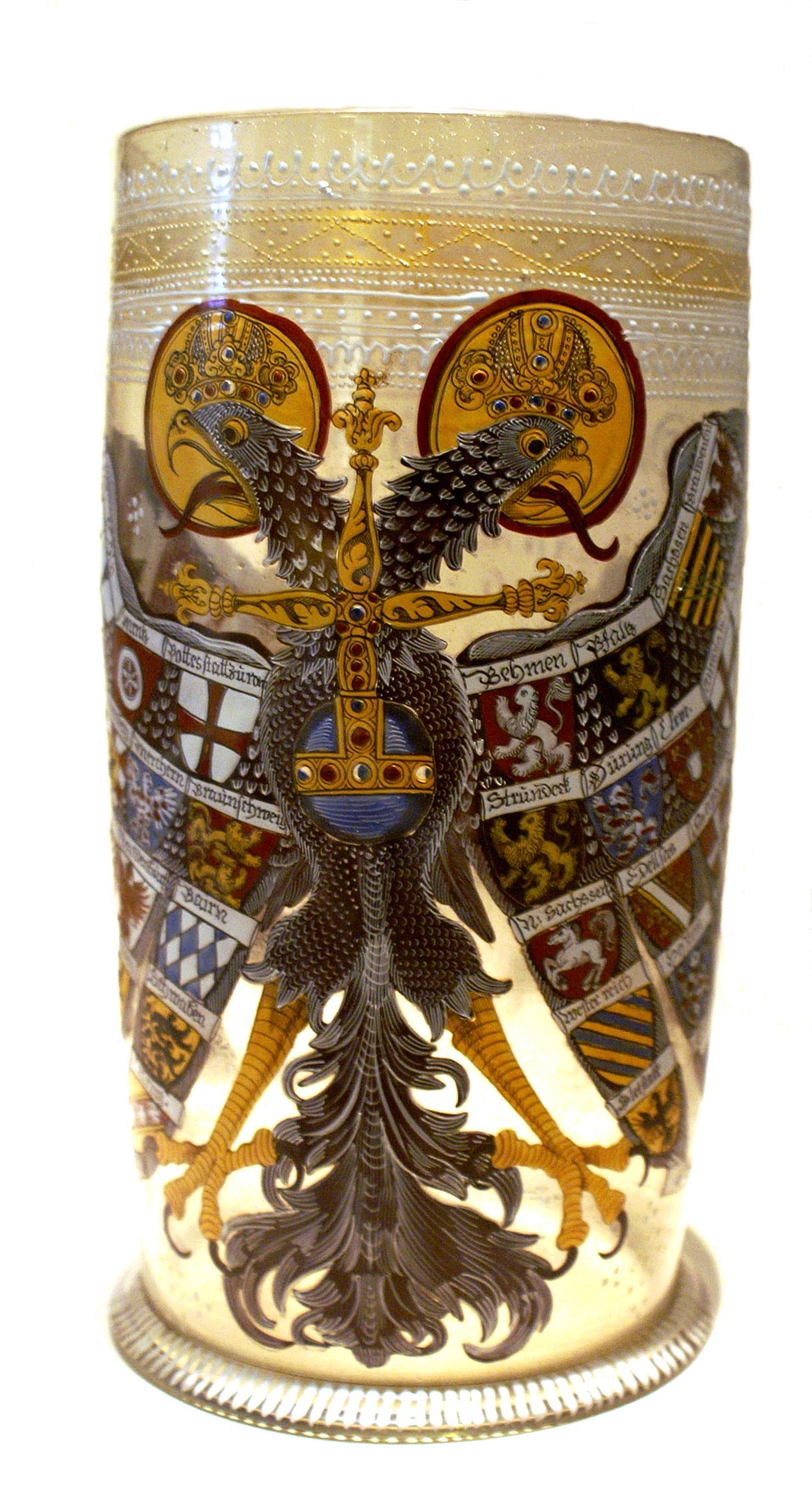
Reichsadlerhumpen mit Quaternionenadler, Exemplar des Deutschen Historischen Museums Berlin von 1615

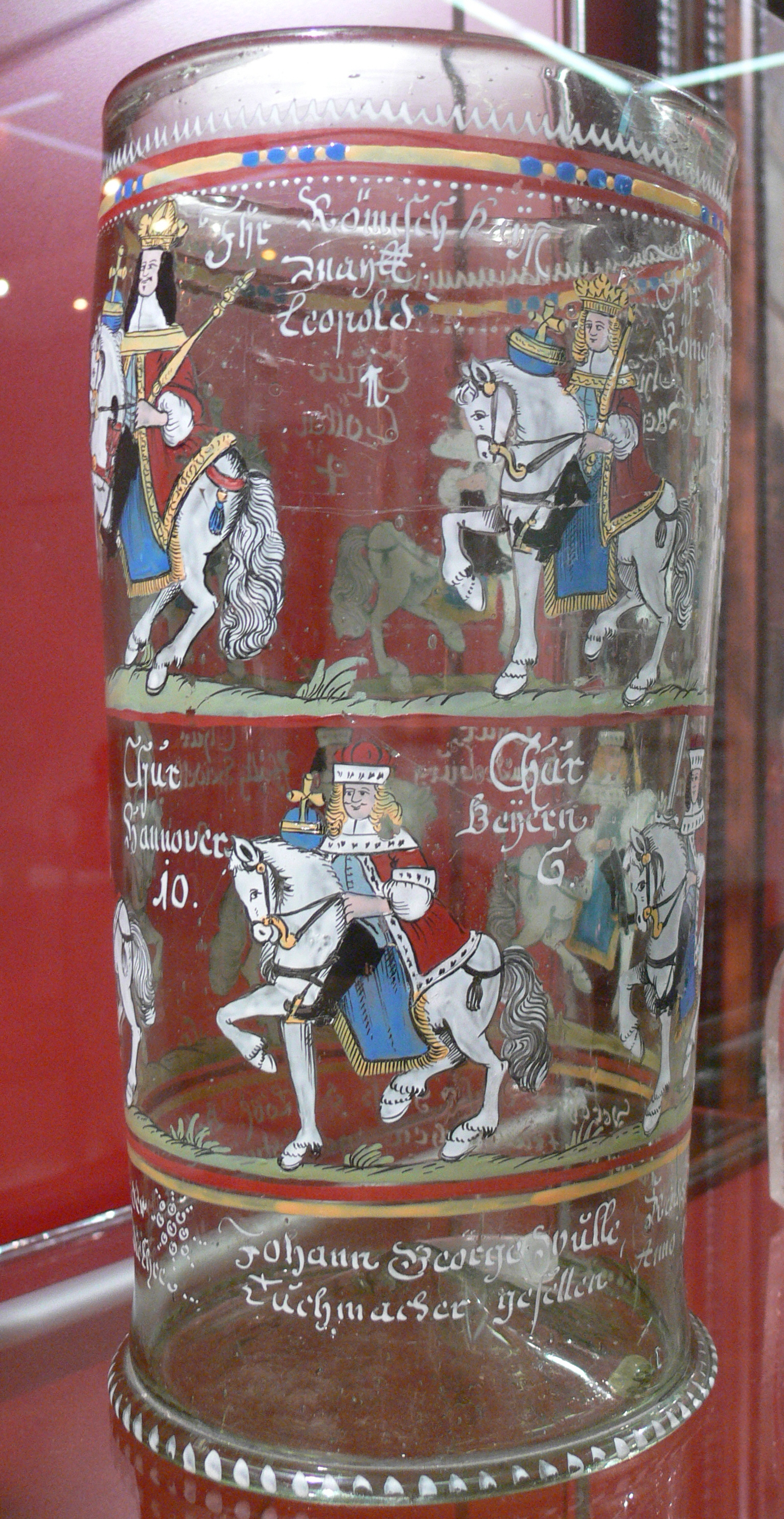
Kurfürstenhumpen, Exemplar der Reiss-Engelhorn-Museen Mannheim, 1694

Ein Reichsadlerhumpen oder Adlerglas war ein vom 16. bis ins späte 18. Jahrhundert im Heiligen Römischen Reich Deutscher Nation beliebtes Trinkgefäß aus Glas, das als Verzierung einen doppelköpfigen Reichsadler trägt, meist in Form eines Quaternionenadlers. Solche Humpen wurden zum entscheidenden Medium für die Darstellung des populärsten Erklärungsmodells für den Aufbau des Reiches, der Quaternionentheorie in der Darstellung von Hans Burgkmair.
Die Reichsadlerhumpen zeigten die Verbundenheit des Besitzers mit dem Reich und waren wegen ihrer dekorativen Wirkung und der leuchtenden Farben sehr beliebt. Aber auch aufgrund ihres großen Fassungsvermögens wurden diese Trinkgefäße geschätzt. Einer ähnlichen Beliebtheit erfreuten sich die Kurfürstenhumpen. Auf diesen repräsentierten die Darstellungen des Kaisers und der Kurfürsten als dessen wichtigste Glieder das Reich.
Reichsadlerhumpen haben sich in großer Zahl erhalten und werden weltweit in Museen ausgestellt. Auf Auktionen erreichen gut erhaltene Stücke bis zu mehrere tausend Euro als Verkaufspreis.

## Aussehen
Reichsadlerhumpen hatten meist ein Fassungsvermögen von drei bis vier Litern und waren aus weißem oder verschieden gefärbtem Glas gefertigt. Die walzenförmigen oder zylindrischen Reichsadlerhumpen haben eine Höhe von 20 bis zu 32 cm und einen Durchmesser von 10 bis 15 cm. Solche Humpen wurden gelegentlich mit einem Deckel und mit einem Fuß aus Zinn oder Messing gefertigt. Die Dekoration wurde in Emaille-Technik auf das Glas gemalt. Diese Technik war über Tirol aus Venedig nach Deutschland gelangt. Dabei wurde den Malfarben pulverisiertes Glas beigemengt. Nach dem Bemalen der Oberfläche wurden die Gläser erneut erhitzt, sodass der Farbauftrag auf die Oberfläche aufschmolz. Durch diese Technik wurden eine lange Haltbarkeit der Bemalung und die kräftig leuchtenden Farben erreicht.
Anfangs wurde der Adler mit einem Kreuz oder einem Bild des gekreuzigten Jesus auf der Brust dargestellt. Das Kreuz symbolisierte die christliche Grundlage des Reiches, wobei der kaiserliche Adler die Kirche schützt. Seit dem Anfang des 17. Jahrhunderts wurde der Gekreuzigte im Allgemeinen durch die Darstellung des Reichsapfels ersetzt. Gelegentlich wurde auch ein Porträt des Kaisers Leopold I. dargestellt.
Auf den Schwingen wurden insgesamt 56 Wappen der Reichsstände in Form von Quaternionen als symbolische Träger der Reichsverfassung dargestellt. Die kurfürstlichen Wappen und das Wappen des Papstes stehen in der ersten Reihe und in nächster Nähe zu den Köpfen des Adlers. Darunter sind streifenförmig zwölfmal je vier Wappen abgebildet. Darstellungen des Reichsadlers zusammen mit dem Kaiser und den Kurfürsten gibt es aus der Zeit Leopolds I. vom Ende des 17. Jahrhunderts. Der doppelköpfige Adler, das Reich als gesamtes symbolisierend, ist gekrönt und als Zeichen der Heiligkeit des Reiches nimbiert.
Auf der Rückseite des Humpens finden sich häufig Widmungen, eine Erläuterung der Darstellung, die Jahreszahl der Herstellung und der Name des Glasmachers. So liest man beispielsweise auf einem Exemplar von 1669, das heute im Kreismuseum Grimma aufbewahrt wird:
Das Heillige Römische Reich; Mitt Sampt Seinen Gliedern Anno 1669 Hanß George Sommer.
Seit dem Ende des Dreißigjährigen Krieges zu findende Trinksprüche und Segenswünsche verweisen darauf, dass die Reichsadlerhumpen zum Willkommen gereicht wurden und bei Zusammenkünften der Zünfte verwendet wurden, wofür auch das große Fassungsvermögen spricht.

## Geschichte und Bedeutung

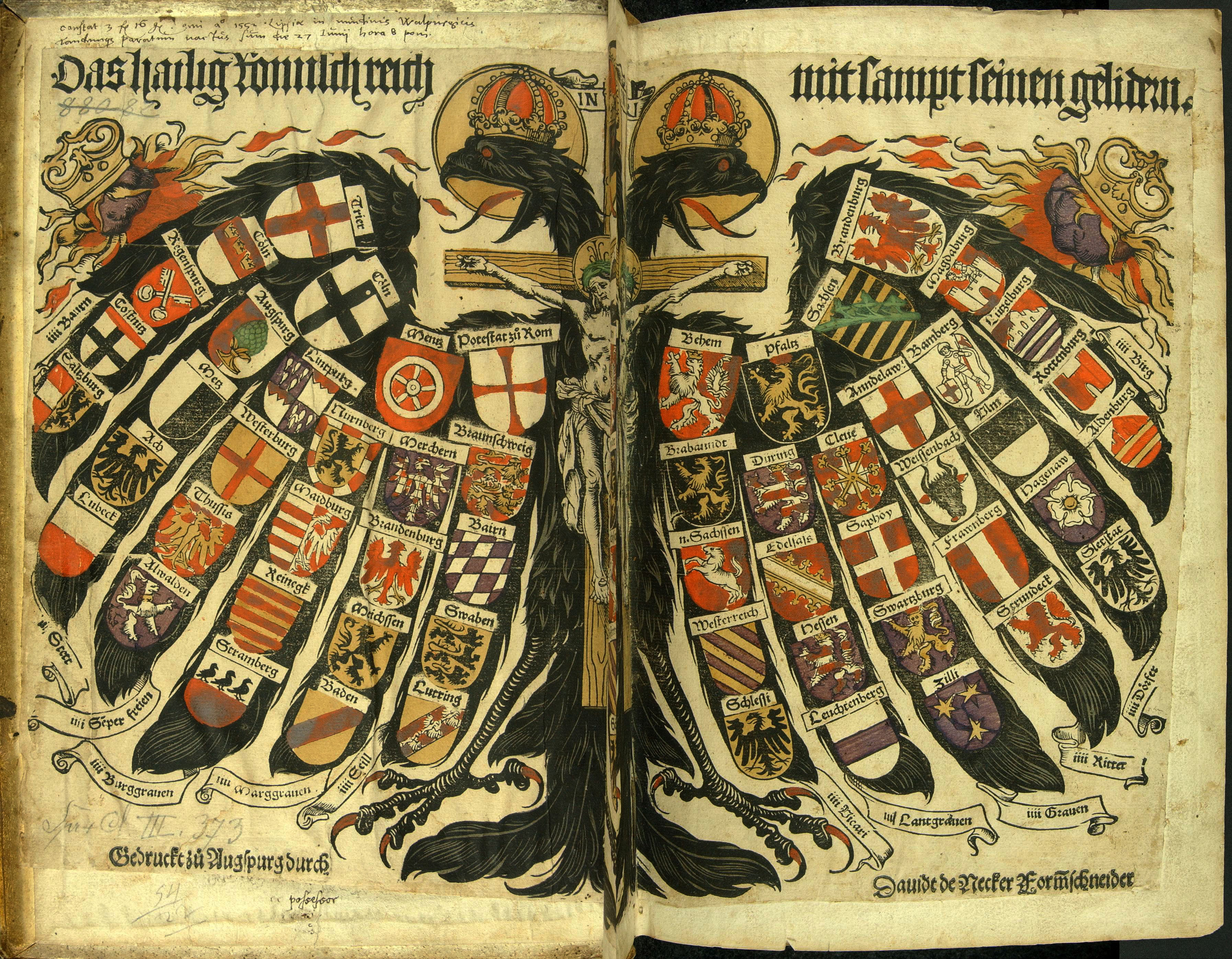
Kolorierter Quaternionenadler von 1510 von David de Negker, der auf der Darstellung von Burgkmair beruht. Diese oder ähnliche Darstellungen waren die am meisten verwendeten Vorlagen für den Reichsadler auf den Reichsadlerhumpen.

Im 16. und 17. Jahrhundert waren Darstellungen des Kaisers, der Kurfürsten und des Reichsadlers sehr beliebt. Häufig dienten Darstellungen auf Holz- und Kupferstichen von bekannten zeitgenössischen Künstlern als Vorlage für die Dekoration von Alltags- und Gebrauchsgegenständen. Neben den Reichsadlerhumpen gab es Schankgefäße aus Steinzeug, Teller aus Zinn und Ofenkacheln mit diesen Motiven.
Als ältestes Exemplar gilt ein Humpen von 1571, der heute im Britischen Museum in London ausgestellt wird. Einer der fünf ältesten Humpen von 1572 befindet sich im Württembergischen Landesmuseum in Stuttgart. Bis zur Mitte des 18. Jahrhunderts wurden die Reichsadlerhumpen fast unverändert hergestellt. Dann scheint die Herstellung zu Ende zu gehen. Hergestellt wurden solche Humpen hauptsächlich in Böhmen, Sachsen, Thüringen, Hessen und im Fichtelgebirge. Die Bedeutung der Reichsadlerhumpen für das Glashandwerk in diesen Regionen erahnt man durch die Tatsache, dass die Glasmacherinnung des böhmischen Kreibitz 1669 als Meisterstück die Herstellung eines Reichsadlerhumpens in anderthalb Tagen forderte.
Die Reichsadler verliehen dem Wunschbild von der dauerhaften Einheit des Heiligen Römischen Reiches dekorative Gestalt und zeigen die emotionale Bindung breiter Kreise zum Reich. Dabei wurde der Reichsadler meist in Form eines Quaternionenadlers dargestellt, der die Theorie der Quaternionen mit einem der wichtigsten Symbole des Reiches verband. Da die Struktur und der Aufbau des Reiches schon für Zeitgenossen erklärungsbedürftig war, gab es mit den Quaternionen ein Modell, das das Gefüge des Reiches veranschaulichen sollte. Es war im 14. Jahrhundert entstanden und blieb bis zum Ende des Reiches populär. Dabei wurden fiktive Vierergruppen der Reichsstände gebildet, die Quaternionen, deren Mitglieder ein gemeinsames Merkmal hatten. So gab es die Gruppe der weltlichen Kurfürsten, der Markgrafen und so weiter. Dies führte aber oft auch zu irreführenden und unzutreffenden Zusammenstellungen, um die Viererzahl zu erreichen, was dem Erfolg des Modells aber keinen Abbruch tat.
Die frühneuzeitliche Trinkkultur, in der das gesellschaftliche Sich-Zutrinken sehr bedeutsam war, führte dazu, dass der Humpen mit dem Reichsadler in Verbindung gebracht wurde, um die Verbundenheit des Besitzers mit dem Reich auszudrücken. Diese Verbundenheit mit dem Reich und seinen Gliedern war besonders beim „Gemeinen Mann“ und den kleineren Reichsständen ausgeprägt, weshalb Reichsadlerhumpen vorrangig in Kreisen des niederen Adels und des Bürgertums, wie bei Patriziern und dem Zunftbürgertum der Städte, zu finden waren. Die meisten nachweisbaren Besitzer waren Handwerker und Handwerkerkorporationen. In fürstlichem Besitz finden sich nur wenige Exemplare.
Der Begriff Römisches Reich wurde geradezu zu einem stehenden Begriff für den Reichsadlerhumpen. Um die Melancholie zu vertreiben, so liest man in dem von Richard Brathwaite (1588–1673) im Jahre 1616 unter dem Pseudonym „Blasius Multibibus“ (lat. Vielsauf) veröffentlichten Werk Disputatio inauguralis theoretico-practica jus potandi… , das noch im gleichen Jahr in einer deutschen Übersetzung mit dem Titel Ius Potandi oder Zechrecht ohne Verfassernamen erschien:
muß man lustige Pursche / vnd gute Freunde zu sich fordern / den Staub vom Römischen Reich vnd andern Sauff Lauxen abwischen / vnd also eine lustige Zeche vnd Sauff Gelacklein erregen vnd anstellen.
Der Historiker Sven Lüken vermutet, dass Johann Wolfgang von Goethe an einen Reichsadlerhumpen dachte, wenn er die Zecher in Auerbachs Keller singen lässt:
Das liebe Heil’ge Röm’sche Reich, Wie hält’s nur noch zusammen?
Ende des 19. Jahrhunderts wurden Reichsadlerhumpen vielfach gefälscht.